# Avenida Antúnez de Mayolo
La avenida Santiago Antúnez de Mayolo es una avenida de la ciudad de Lima, capital del Perú. Se extiende de noreste a suroeste, a lo largo de más de 30 cuadras. Recorre los distritos de Los Olivos y San Martín de Porres.
Conforma junto a las avenidas Alfredo Mendiola, Túpac Amaru y Las Palmeras, el eje comercial e institucional de Lima Norte. 
Lleva el nombre del físico ancashino, Santiago Antúnez de Mayolo.

## Recorrido
Es la continuación de la avenida Las Palmeras, se inicia en la intersección con la avenida Carlos Izaguirre, cerca a la Plaza de Armas y al Palacio Municipal de Los Olivos; en las primeras cuadras se ve mucha presencia comercial. En las dos primeras cuadras, hay varias tiendas, agencias de viajes y restaurantes. Más allá, se ubica el supermercado Plaza Vea. Luego adentrándose en el barrio de COVIDA (Cooperativa de Vivienda Departamental Ancashina), se encuentran varios negocios menores y el Gran Mercado de COVIDA. Cruza la avenida Universitaria, e ingresa al distrito de San Martín de Porres, donde hay una zona de carácter residencial. Finaliza en el cruce de las avenidas Antúnez de Mayolo y Alcides Vigo. Su trazo es continuado por la avenida Avenida Bocanegra. 